# Speedway Grand Prix 2006
Speedway Grand Prix 2006 kördes över 10 omgångar med Jason Crump som mästare.

## Delsegrare
| Datum        | Stad       | Vinnare         |
| ------------ | ---------- | --------------- |
| 22 april     | Krško      | Nicki Pedersen  |
| 6 maj        | Wrocław    | Jason Crump     |
| 20 maj       | Eskilstuna | Jason Crump     |
| 3 juni       | Cardiff    | Jason Crump     |
| 24 juni      | Köpenhamn  | Hans Andersen   |
| 29 juli      | Lonigo     | Jason Crump     |
| 12 augusti   | Målilla    | Andreas Jonsson |
| 26 augusti   | Prag       | Hans Andersen   |
| 9 september  | Daugavpils | Greg Hancock    |
| 23 september | Bydgoszcz  | Nicki Pedersen  |

### Slutställning
| Plats | Förare          | Poäng |
| ----- | --------------- | ----- |
| 1     | Jason Crump     | 188   |
| 2     | Greg Hancock    | 144   |
| 3     | Nicki Pedersen  | 134   |
| 4     | Andreas Jonsson | 119   |
| 5     | Leigh Adams     | 106   |
| 6     | Hans Andersen   | 101   |
| 7     | Matej Žagar     | 97    |
| 8     | Tomasz Gollob   | 94    |